# University of Mysore

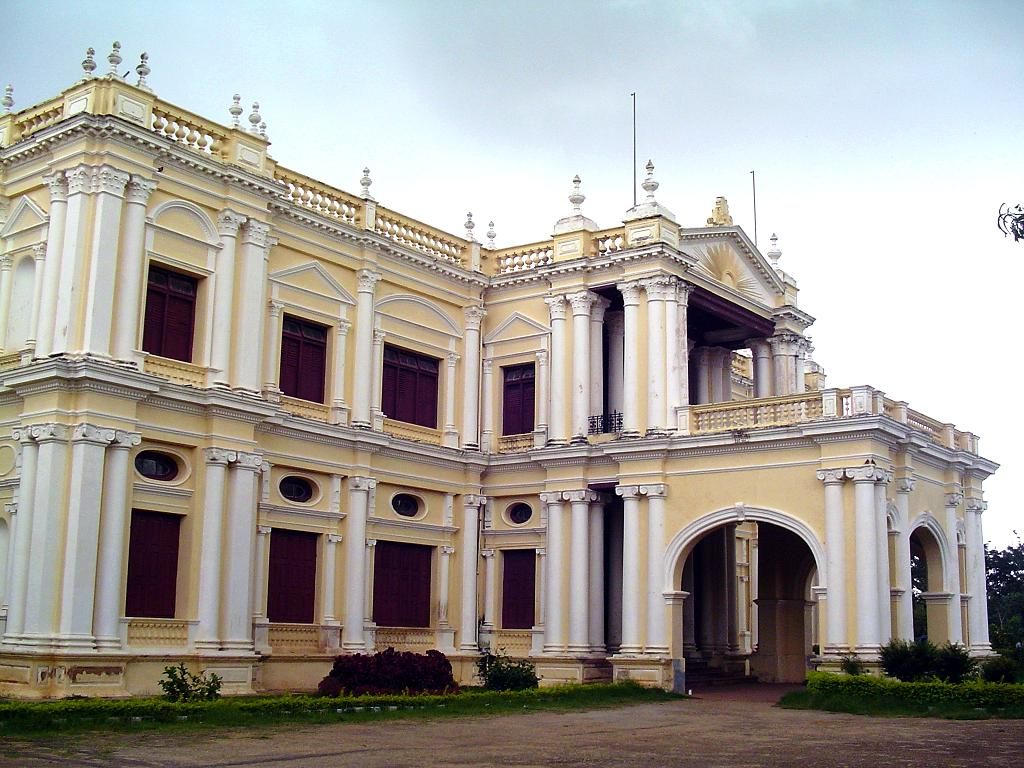
Jayalakshmi Vilas Mansion, Universitätsgebäude

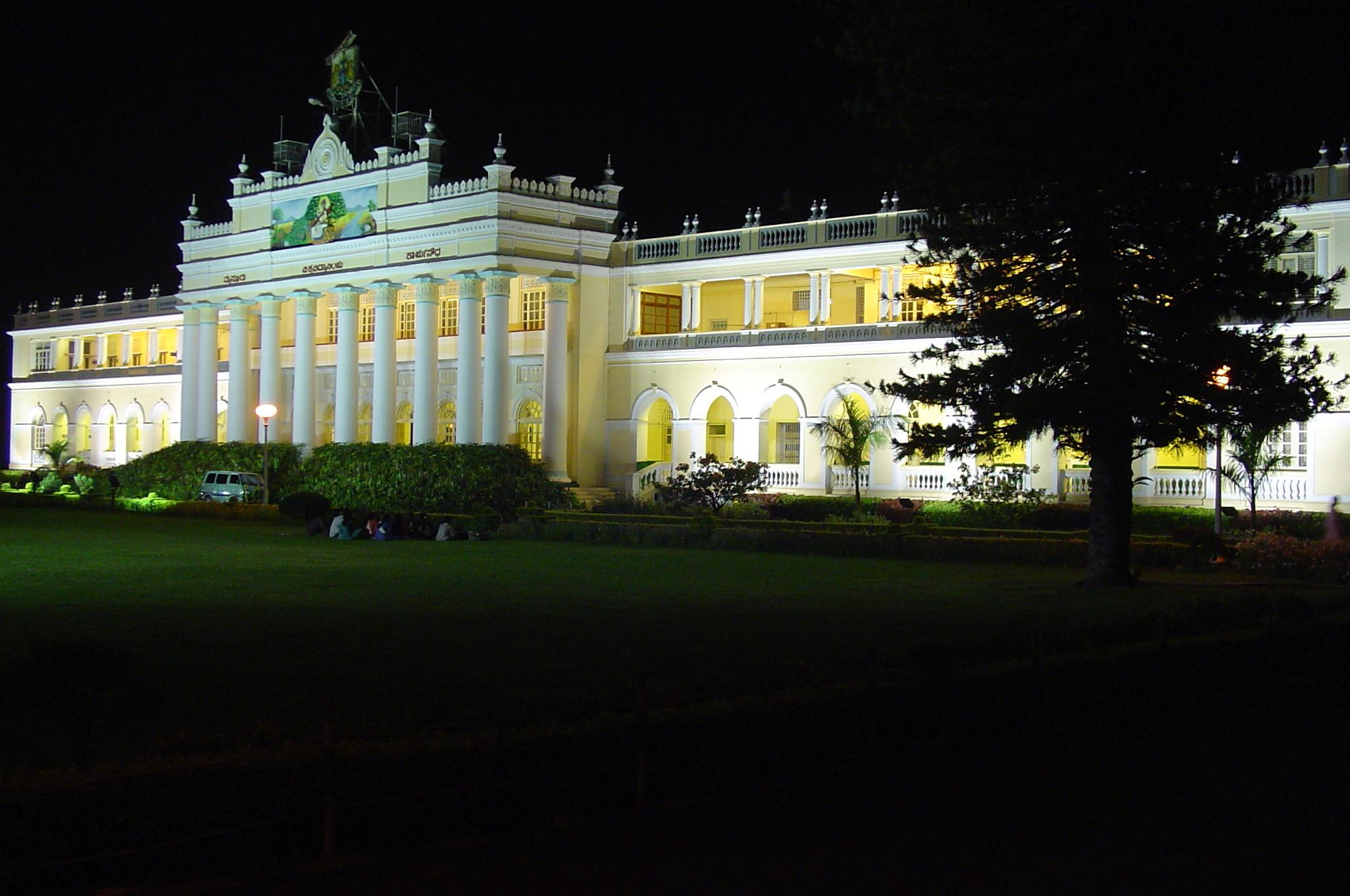
Crawford Hall, Sitz des Vizekanzlers der Universität

Die University of Mysore ist eine indische Universität in Mysore (Mysuru).
Gegründet wurde die Universität am 27. Juli 1916. Der Wahlspruch der Universität lautet: „Nothing is equal to knowledge“ und „I always uphold the truth“.
Das Oriental Research Institute ist Teil der Universität.

## Hochschullehrer der Universität (Auswahl)
- U. R. Ananthamurthy
- S. Radhakrishnan
- H. V. Nanjundaiah
- Gopal Swarup Pathak
- K. V. Puttappa

## Ehemalige berühmte Studenten (Auswahl)
- R. K. Laxman
- Ram Madhav
- Mysore Manjunath
- Jagadeesh Moodera, Physiker
- N. R. Narayana Murthy, Unternehmer
- C. N. R. Rao
- S. K. Venkataranga, Rechtsanwalt
- Akhilesh Yadav, Chief Minister von Uttar Pradesh
- Arshad Jamil, ehemaliger Richter in Uttarakhand.
- Sadhguru Jaggi Vasudev